# Evolution (film)
Evolution è un film commedia fantascientifica del 2001 diretto da Ivan Reitman, prodotto dalla The Montecito Picture Company, distribuito in Italia dalla Columbia Pictures e nelle sale cinematografiche dal 6 luglio 2001.
Dal film è stata tratta la serie animata Evolution.

## Trama
Un meteorite cade in Arizona e porta forme di vita aliene che da piccoli batteri diventeranno micidiali mostri. Wayne Green (Seann William Scott) aspirante pompiere, mentre si esercita da solo nel deserto nel salvataggio delle persone negli incendi, vede il meteorite schiantarsi sul terreno ed avverte la polizia. Due insegnanti del Glen Canyon Community College, Ira Kane (David Duchovny) e Harry Phineas Block (Orlando Jones), vengono avvertiti poco dopo e subito cominciano ad indagare sul meteorite. Scendendo nel cratere creatosi nell'impatto, i due scoprono che solo da poche ore dallo schianto hanno cominciato a formarsi delle "muffe" attorno al masso.
Prelevando un campione, vedono che la roccia inizia a "sanguinare". Dopo una spettrografia, Ira scopre delle piccole creature monocellulari che si riproducono a una velocità eccezionale. Facendo un'analisi si scopre che nel DNA di questi organismi ci sono 10 basi diverse, mentre in quello terrestre ce ne sono solo 4, inoltre a differenza degli organismi terrestri, questi organismi alieni sono a base di Azoto invece che Carbonio. Pochi minuti dopo la scoperta, gli organismi evolvono in creature pluricellulari, cambiamento che la vita terrestre ha impiegato milioni di anni a conseguire mentre per gli organismi alieni sono bastati solo pochi giorni.
Dopo le prime scoperte, i due scienziati decidono di ritornare nella caverna luogo dell'impatto insieme ad alcuni studenti, per procedere al recupero del meteorite, ma trovano oltre al meteorite già le prime forme vita vermiformi, ed una primitiva atmosfera protettiva contro la normale aria terrestre.
I due scienziati prelevano alcuni vermi con la loro atmosfera per poterli studiare più attentamente. Giunti in laboratorio scoprono che i vermi si riproducono per mitosi.
Alcuni giorni dopo i due scienziati si ripresentano sul luogo dello schianto ma lo trovano sequestrato dall'esercito, sezione medica.
Wayne Green intanto viene bocciato all'esame da pompiere e torna al suo vecchio lavoro di cameriere in un country club.
Durante una festa notturna, mentre lavora come cameriere, il suo odioso capo porta una donna sua amante, al chiaro di luna su un campo da golf, ma dopo aver toccato l'acqua viene divorato da un enorme mostro che muore poco dopo. Wayne raccoglie il corpo del mostro e lo porta ai due scienziati. Ne rimangono esterrefatti e cercano di introdursi nel luogo dello scavo travestendosi da militari, rispettivamente come Tenente Colonnello e Soldato (Ira in passato aveva lavorato proprio per lo stesso settore dell'esercito, con il medesimo grado) ma vengono scoperti e allontanati.
I mostri alieni continuano l'evoluzione e nel giro di qualche settimana pare possano arrivare a conquistare l'America. Il Generale Russell Woodman (Ted Levine) propone di distruggere la caverna dove si trova il meteorite con del napalm, ma poche ore prima dell'esplosione Harry scopre per caso che il fuoco catalizza gli alieni e ne comporta una crescita incontrollata. Ma è troppo tardi: la bomba esplode e un gigantesco alieno nasce, spazzando gli altri restanti, e minaccia di distruggere la città iniziando dopo pochi minuti già a dividersi per mitosi.
In un momento di totale panico dello Stato, gli scienziati, l'aspirante pompiere Wayne ed in particolare i fratelli Donalds (studenti non certo brillanti di Ira) trovano il modo di distruggere il mostro: il selenio è l'elemento chimico che può essere mortale per l'alieno a base di azoto come l'arsenico è mortale per l'uomo e le forme di vita basate sul carbonio. Riempiono un'autopompa con shampoo antiforfora Head & Shoulders contenente questo elemento come principio attivo e partono per distruggere l'alieno.
In modo pittoresco e non privo di bad-humor alla fine riescono ad abbatterlo e a salvare il mondo.
Il film si chiude con un simil spot dello shampoo Head & Shoulders.

## Riconoscimenti
- 2001 - Golden Schmoes Awards
  - Nomination Best Sci-Fi Movie of the Year
- 2001 - GoldSpirit Awards
  - Nomination Best Comedy Soundtrack a John Powell